# Nowosiodł
Nowosiodł – neologizm powstały przez analogię do takich staropolskich imion męskich, jak Dobrosiodł, Wszesiodł i Niesiodł, złożony z niespotykanego poza tym imieniem członu Nowo- oraz -siodł ("osada, siedziba"). Znaczenie imienia: "ten, który się nowo osiedlił".